# Pinsweiler

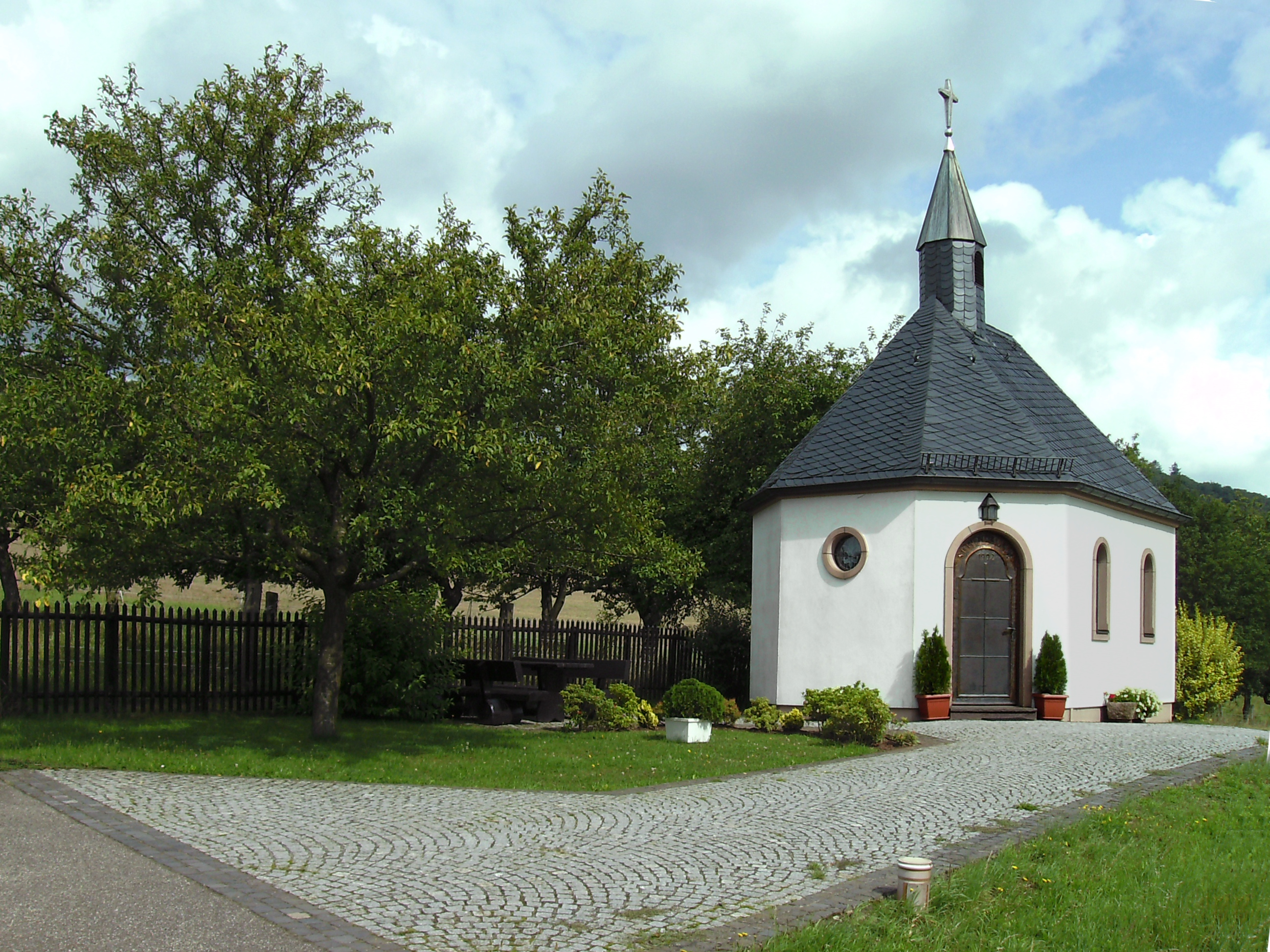
Wendalinuskapelle in Pinsweiler

Pinsweiler ist ein Ortsteil der Gemeinde Namborn, Landkreis St. Wendel, Saarland und bildet mit dem Ortsteil Eisweiler den gemeinsamen Gemeindebezirk Eisweiler/Pinsweiler. Bis Ende 1973 war Pinsweiler eine eigenständige Gemeinde.

## Geographie
Pinsweiler liegt auf einer Höhe von 335 m über N.N.

## Geschichte

### Ortsgeschichte
Ersterwähnung 1335 als Pontwilre
Im Rahmen der saarländischen Gebiets- und Verwaltungsreform wurde die bis dahin eigenständige Gemeinde Pinsweiler am 1. Januar 1974 der Gemeinde Namborn zugeordnet.
Verwaltungszugehörigkeit nach 1794:

- 1798 bis 1814 – Mairie Walhausen
- 1814 bis 10. Januar 1817 – Bürgermeisterei Walhausen
- 11. Januar 1817 bis 30. September 1823 – Bürgermeisterei Namborn
- 1. Oktober 1823 bis 31. Dezember 1835 – Bürgermeisterei Bliesen
- 1. Januar 1836 bis 22. März 1920 – Bürgermeisterei Oberkirchen
- 23. März 1920 bis 6. Mai 1921 – Bürgermeisterei Oberkirchen-Süd
- 7. Mai 1921 bis 31. Juli 1935 – Bürgermeisterei Namborn
- 1. August 1935 bis 25. Februar 1947 – Amt Namborn
- 26. Februar 1947 bis 31. August 1951 – Verwaltungsbezirk Namborn
- 1. September 1951 bis 30. Juni 1952 – Amt Namborn
- 1. Juli 1952 bis 31. Dezember 1973 – Amt Oberkirchen-Namborn
- 1. Januar 1974 bis heute – Gemeinde Namborn

### Pfarrzugehörigkeit
Pinsweiler gehörte zunächst zur Pfarrei St. Wendelin in St. Wendel und kam 1792 zur Pfarrei Furschweiler. Im Jahr 1953 erfolgte eine Umpfarrung zur Pfarrei Namborn.

## Politik

### Gemeindebezirk
Der Ortsteil Pinsweiler (ca. 65 Einwohner) bildet gemeinsam mit dem Ortsteil Eisweiler (ca. 450 Einwohner) den Gemeindebezirk Eisweiler/Pinsweiler, da der Ortsteil allein nicht über die gesetzliche Mindesteinwohnerzahl von 200 Einwohnern verfügt.

Der Ortsrat Eisweiler/Pinsweiler mit neun Sitzen setzt sich nach der Kommunalwahl vom 9. Juni 2024 bei einer Wahlbeteiligung von 67,24 % wie folgt zusammen:
- CDU: 42,22 % = 4 Sitze
- SPD: 17,78 % = 2 Sitze
- WIR: 33,70 % = 3 Sitze
- Freie Liste Namborn: 6,30 % = 0 Sitze

### Ortsvorsteher
- 1974 bis 2009: Erich Schmitt, CDU
- 2009 bis 2014: Günter Ammann, CDU
- 2014 bis ........: Michael Neis, CDU

### Ortswappen
Der Gemeindebezirk Eisweiler/Pinsweiler hat seit 1987 ein eigenes Ortswappen.

Beschreibung: „Unter silbernem Schildhaupt, darin ein durchgehendes rotes Kreuz, gespalten: Rechts in Rot ein schwarzgefugter goldener Zinnenturm mit zwei schwarzen Luken, pfahlweise belegt mit einem roten Doppelhaken; links in Gold eine rote heraldische Lilie.“

## Wirtschaft und Infrastruktur

### Einwohnerzahlen
- 1787 = 31 Einwohner – Amt St. Wendel (Kurfürstentum Trier)[6]
- 1819 = 39 Einwohner – Bürgermeisterei Namborn (Fürstentum Lichtenberg/Herzogtum Sachsen-Coburg) – 6 Häuser[7]
- 1843 = 37 Einwohner – Bürgermeisterei Oberkirchen (Rheinprovinz/Königreich Preußen) – 7 Wohnhäuser[8]
- 17. Mai 1939 = 72 Einwohner – Amt Namborn (Saarland) – Volkszählung 1939[9]
- 14. Nov. 1951 = 82 Einwohner – Amt Namborn – Volkszählung 1951
- 06. Juni 1961 = 84 Einwohner – Amt Oberkirchen-Namborn – Volkszählung 1961 – 19 Wohngebäude[10]
- 27. Mai 1970 = 77 Einwohner – Amt Oberkirchen-Namborn – Volkszählung 1970
- 31. Dez. 1973 = 76 Einwohner – Amt Oberkirchen-Namborn – Gebiets- und Verwaltungsreform zum 1. Januar 1974[11]
- 25. Mai 1987 = 71 Einwohner – Gemeinde Namborn – Volkszählung 1987[12]

### Verkehr
Durch Pinsweiler führt die Bundesstraße 41.

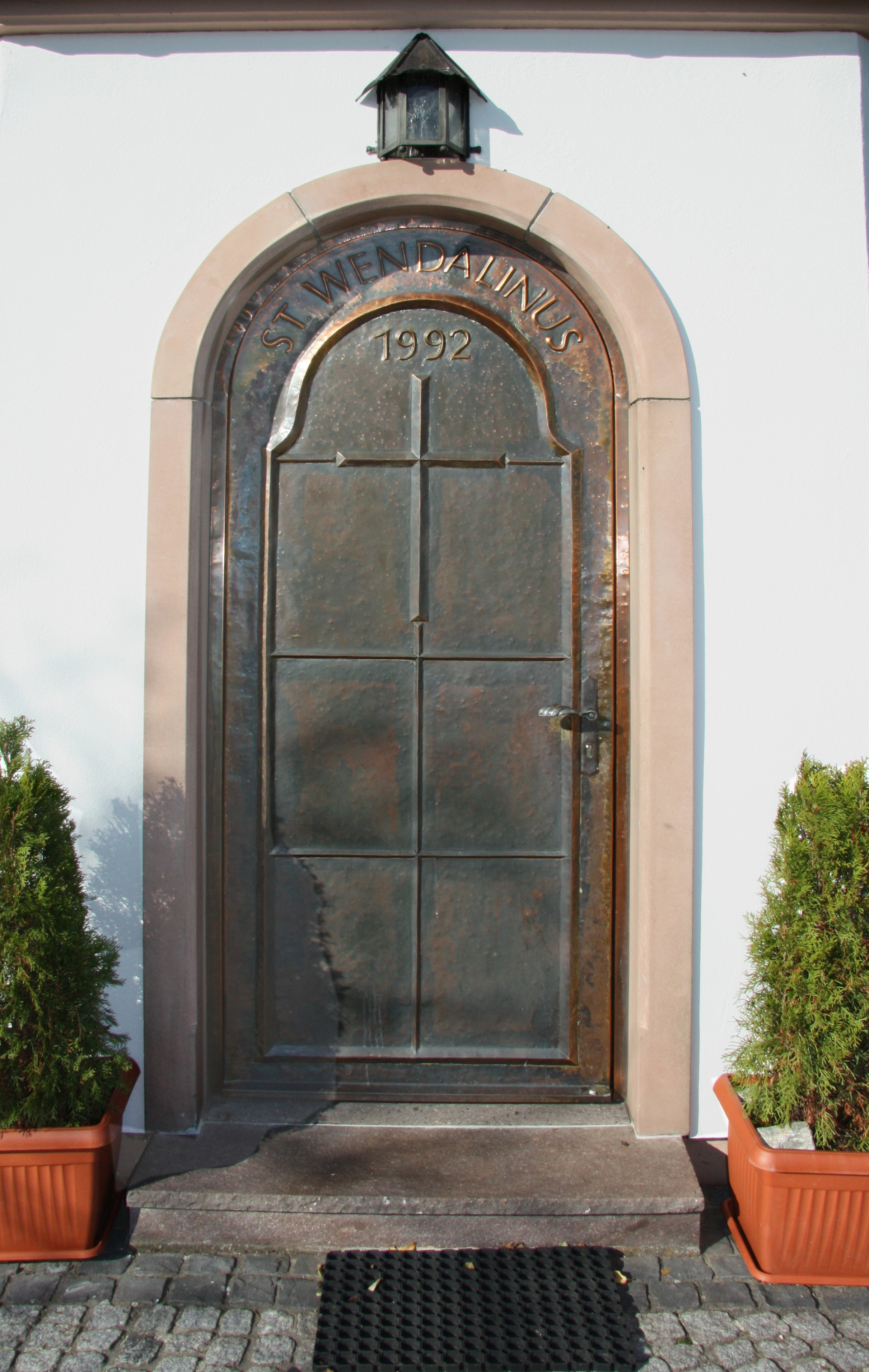
Eingang der Wendalinuskapelle

## Kultur und Sehenswürdigkeiten
- Wendalinuskapelle. Im Jahr 1985 gründeten 28 Männer und Frauen die Interessengemeinschaft Wendalinuskapelle Pinsweiler zum Bau eines kleinen Gotteshauses zu Ehren des heiligen Wendelin am südlichen Ortsrand. Die Verehrung dieses Heiligen liegt wahrscheinlich in der langjährigen Zugehörigkeit des Ortes zur Pfarrei St. Wendalin. Nach einer Bauzeit von drei Jahren wurde die Kapelle am 28. Juni 1992 von Pfarrer Werner Schäfer eingeweiht.[13] Zur Ausstattung der Kapelle gehören außer einem Altartisch aus Eiche bleiverglaste Fenster mit Darstellungen der Bourbonischen Lilie, der hl. Barbara, der hl.  Elisabeth, des hl.  Josef, des hl. Christophorus sowie eine Statue des hl. Wendelinus und ein Flachrelief der Muttergottes.[14] Wie es heißt, ist die Kapelle in Pinsweiler die jüngste von rund 600 Kapellen in aller Welt, die den Namen des heiligen Wendelin, des Patrons von Bauern und Vieh, tragen.[15]